# Salar Jang I

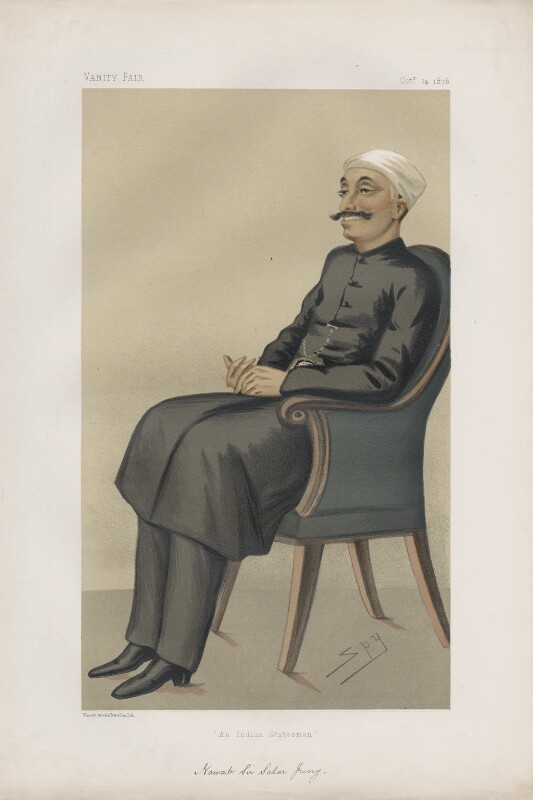
Caricatura al Vanity Fair de 14-10-1876

Mir Turab Ali Khan Salar Jang I, Sir Salar Jang o Salar Jung (Hyderabad, 2 de gener de 1829- palau del llac Mir Alam, 8 de febrer de 1883) fou un home d'estat del principat d'Hyderabad. Era un sayyid d'ascendència persa. Encara que poc coneguts també va tenir els títols de Mukhtar al-Mulk i Shuja al-Dawla.
Orfe de pare poc després de néixer, fou criat pel seu oncle nawwab Siradj al-Mulk, ministre d'estat del principat (virtual primer ministre). Quan aquest va morir el 1853 el seu nebot el va succeir. Fins al 1857 es va dedicar a reformar l'administració; el 1857 va morir el nizam Nasir al-Dawla Farkhunda Ali Khan Asaf Jah IV (1829-1857) i el va succeir el seu fill Mir Tahniath Ali Khan Afzal al-Dawla Mahbub Ali Khan Asaf Jah V, al mateix temps que els sipais rebels capturaven Delhi. La població va sortir al carrer i va atacar la residència britànica, amb suport de tropes irregulars, però Salar Jang va aconseguir reorganitzar les forces lleials i posar fi als aldarulls. Com a premi el 1853 els britànics van restituir a Hyderabad tres districtes que li havien arrabassat per deutes i li van cedir el principat de Shorapur, el rajà del qual havia pres part destacada a la revolta. El 1860 i 1867 dos conspiracions que pretenien enderrocar-lo foren avortades. El 1868 va patir un atemptat però es va lliurar i l'autor fou executat tot i que Salar Jang el va voler salvar. A la mort del nizam el 1869, Salar va esdevenir corregent de l'estat per Muzaffar al-Mamalik Nizam al-Mulk Nizam al-Dawla Nawab Mir Sir Mahbub Ali Khan Bahadur Fath Jang Asaf Jah VI. El 5 de gener de 1871 fou fet cavaller de l'imperi. El 1875 va anar a Bombai amb el jove nizam durant la visita del príncep de Gal·les. El 1876 va visitar Anglaterra i fou rebut per la reina Victòria. El 7 de febrer de 1883 es va posar malalt de còlera i va morir l'endemà.